# 1507
Відродження •  Доба великих географічних відкриттів •  Ганза •  Ацтецький потрійний союз •  Імперія інків

## Геополітична ситуація
Османську державу очолює Баязид II (до 1512). Королем Німеччини є Максиміліан I Габсбург. У Франції королює Людовик XII (до 1515).
Середню частину Апеннінського півострова займає Папська область. Неаполітанське королівство на півдні захопила Іспанія. Могутніми державними утвореннями півночі є Венеційська республіка, Флорентійська республіка, Генуезька республіка та герцогство Міланське.
Кастилія і Леон та Арагонське королівство об'єднані в Іспанське королівство, де править Фердинанд II Арагонський (до 1516). В Португалії королює Мануел I (до 1521).
Генріх VII є королем Англії (до 1509), королем Данії та Норвегії Юхан II (до 1513). Сванте Нільссон є регентом Швеції. Королем Угорщини та Богемії є Владислав II Ягелончик. У Польщі королює Сигізмунд I Старий (до 1548), він же залишається князем Великого князівства Литовського.
Галичина входить до складу Польщі. Волинь належить Великому князівству Литовському. Московське князівство очолює Василій III (до 1533).
На заході євразійських степів існують Казанське ханство, Кримське ханство, Астраханське ханство Ногайська орда. В Єгипті панують мамлюки. У Китаї править династія Мін. Значними державами Індостану є Делійський султанат, Бахмані, Віджаянагара. В Японії триває період Муроматі.
У Долині Мехіко править Ацтецький потрійний союз на чолі з Монтесумою II (до 1520). Цивілізація мая переживає посткласичний період. В Імперії інків править Уайна Капак (до 1525).

## Події

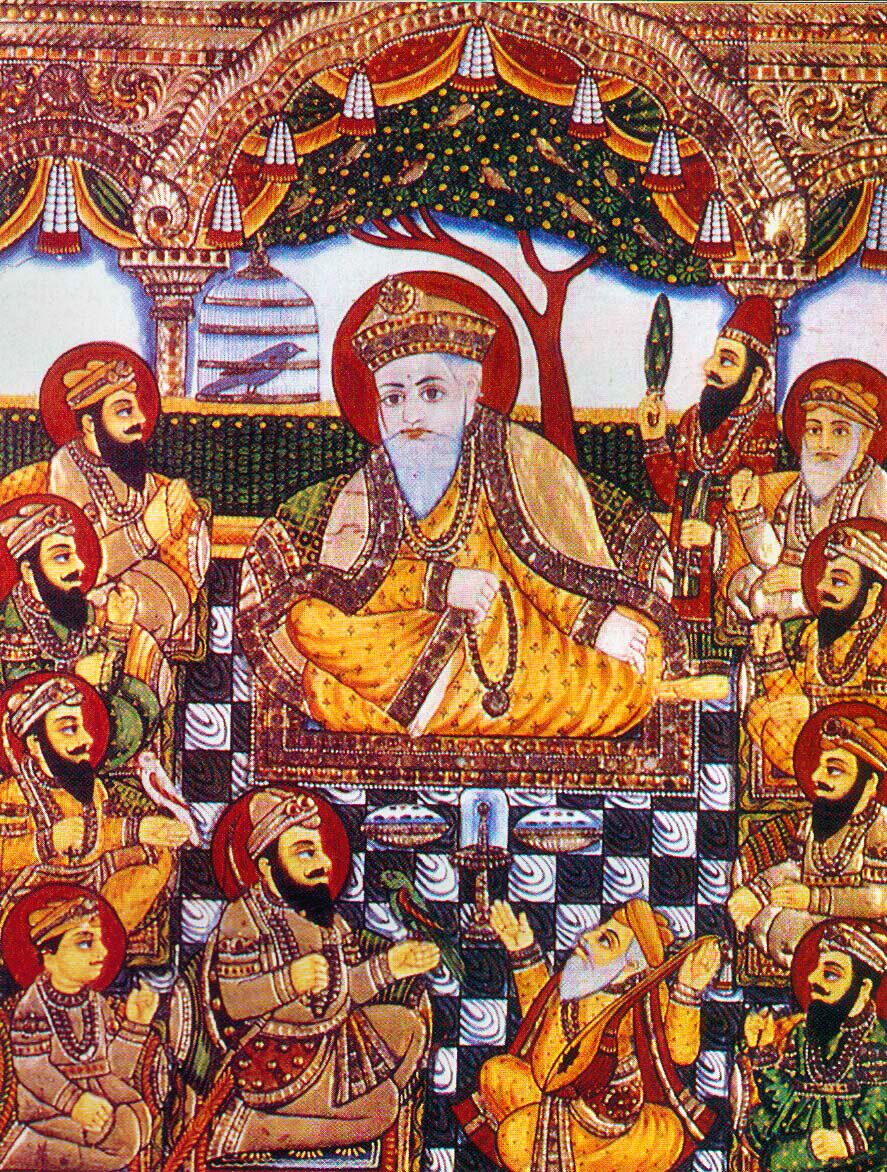
Нанак

- Митрополитом Київським став Іосиф Солтан.
- Дубно отримало магдебурзьке право.
- Максиміліан I Габсбург зібрав війська для походу на Рим. Військ було недостатньо, щоб здолати венеційців, які перепинили шлях. Крім того папа римський Юлій II не мав бажання коронувати Максиміліана. Тому Габсбург проголосив себе імператором у Тренті сам.
- Фердинанд II Арагонський офіційно став регентом Кастилії із зобов'язання повернути владу своїй донці Хуані, якщо вона вилікується від божевілля.
- 25 квітня німецький картограф і географ Мартін Вальдземюллер опублікував книгу Cosmographiae Introductio, в якій назвав новий, недавно відкритий континент Америкою на честь Амеріго Веспуччі.
- Португальці захопили Мозамбік та острови Сокотра і Ламу. В Індії вони розпочали війну з Гуджаратом.
- Афонсу де Альбукеркі захопив острів Ормуз у Персії.
- Французькі війська придушили повстання в Генуї, де на короткий час відновилася республіка.
- Король Англії Генріх VII почав переслідування магнатів, що тримали свої приватні війська.
- Узбеки на чолі з Мухаммедом Шейбані захопили Герат. Правління династії Тимуридів у Центральній Азії припинилося.
- Нанак започаткував сикхізм.
- Рафаель Санті намалював картину «Покладення в труну».

## Народились
Дивись також Народилися 1507 року

## Померли
Дивись також Померли 1507 року